# Guerres síries

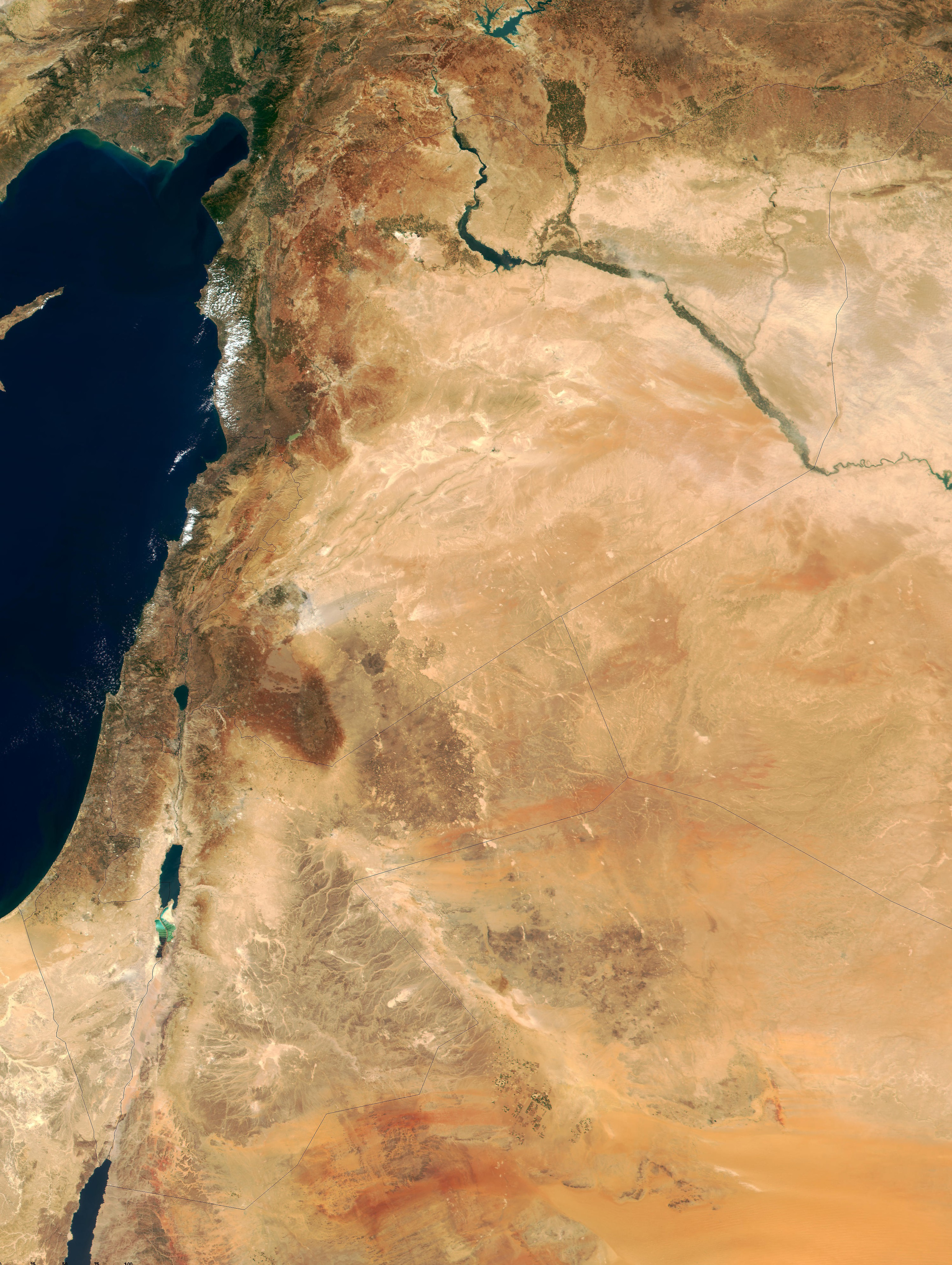
Vista de satèl·lit de la regió de Celesíria

Les guerres síries foren una sèrie de sis conflictes armats entre els imperis selèucida i ptolemaic, estats successors d'Alexandre el Gran, que van tenir lloc en els segles III i II aC a la regió de Celesíria (que vol dir «Síria Buida»), una de les poques vies naturals cap a Egipte. Aquests conflictes varen minvar les forces materials i humanes d'ambdues parts i varen conduir a la seva eventual destrucció per part de la República Romana i Pàrtia.

## Antecedents
En les guerres dels Diàdocs següents a la mort d'Alexandre, Celesíria va caure sota el domini d'Antígon el Borni. L'any 301 aC Ptolemeu I Sòter, que quatre anys abans s'havia coronat a si mateix rei d'Egipte, aprofità els esdeveniments al voltant de la batalla d'Ipsos per prendre el control de la regió. Els vencedors a Ipsos, però, havien assignat Celesíria a l'exaliat de Ptolemeu, Seleuc I Nicàtor, fundador de l'Imperi selèucida. Seleuc, però, com que Ptolemeu l'havia ajudat durant el seu ascens al poder, no va emprendre cap acció militar per reclamar la regió. Tan bon punt van ser morts tots dos, tanmateix, els seus successors es van veure embolicats en els enfrontaments armats.

## Primera guerra síria (274-271 aC)

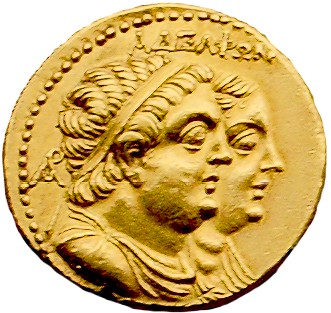
Moneda amb les efígies de Ptolemeu II i Arsínoe II

Durant la dècada del seu regnat, i aprofitant una revolta a la ciutat de Selèucia de Pièria, el rei d'Egipte Ptolemeu II Filadelf es va enfrontar al rei selèucida Antíoc I Sòter, que pretenia ampliar el seu imperi conquistant territoris de Síria i d'Anatòlia. Ptolemeu va demostrar ser un governant enèrgic i un general qualificat. A més, el seu recent matrimoni amb la seva germana Arsínoe havia estabilitzat la inestable cort egípcia, probablement perquè va eliminar els possibles membres de la dinastia làgida que podien haver reclamat el tron, fet que va permetre a Ptolemeu dur a terme la campanya amb èxit. Algunes interpretacions de la història afirmen que en realitat fou el cervell i el talent d'Arsínoe els qui van guanyar la guerra.
Aquesta primera guerra va ser una gran victòria per als Ptolemeus. En els inicis del conflicte, Antíoc va derrotar els gàlates i, aliat amb el rei del Pont Ariobarzanes –que va vèncer les tropes ptolemaiques amb l'ajuda dels volubles gàlates–, va ocupar els territoris egipcis situats a la costa de Síria i el sud d'Anatòlia. Ptolemeu va reconquistar aquests territoris l'any 271 aC i, a més a més, va estendre els dominis egipcis fins a Cària i la major part de Cilícia. Amb Ptolemeu embrancat en les guerres de l'est, el seu mig germà Magas, rei de Cirene, va declarar independent la província de la Cirenaica, que ho seguiria sent fins al 250 aC, quan de nou va passar a formar part de l'Imperi egipci.
Aquest conflicte armat, o si més no la seva primera fase, es coneix també com la Guerra de Cària.

## Segona guerra síria (261-253 aC)
Antíoc II Theós va succeir el seu pare el 261 aC i llavors va esclatar una nova guerra per la possessió de Celesíria. El rei selèucida va arribar a un acord amb Antígon II Gònates, rei antigònida del regne de Macedònia, que també mostrava interès a expulsar Ptolemeu II de les costes de l'Egeu. Amb el suport de Macedònia, Antíoc II llançà un atac contra els enclavaments egipcis a l'Àsia.
La major part de la informació sobre la segona guerra síria s'ha perdut. És evident que Antígon va derrotar la flota de Ptolemeu a la batalla de Cos el 256 aC, cosa que va fer disminuir el poder naval egipci. Sembla que Ptolemeu va perdre terreny a Cilícia, Pamfília i la Jònia, mentre que Antíoc va recuperar Milet i Efes. La participació macedònia en la guerra va cessar quan Antígon va haver d'enfrontar-se a la rebel·lió de Corint i Calcis el 253 aC, possiblement instigada per Ptolemeu, així com a l'augment de l'activitat enemiga al llarg de la frontera nord de Macedònia.
La guerra va concloure entorn del 253 aC amb el matrimoni d'Antíoc amb la filla de Ptolemeu, Berenice de Síria. Antíoc va repudiar la seva anterior esposa, Laodice, i va lliurar una substancial porció dels seus dominis com a dot. Va morir a Efes el 246 aC, enverinat per Laodice, segons algunes fonts. Ptolemeu II va morir aquell mateix any.

## Tercera guerra síria (246-241 aC)
També coneguda com la Guerra de Laodice, la tercera guerra síria va començar amb una de les moltes crisis de successió que van donar-se en els Estats hel·lenístics. Antíoc II va deixar dues mares amb grans ambicions, ja que després de la seva mort es va obrir una clara competició entre la seva repudiada esposa Laodice i Berenice, la filla de Ptolemeu II, per posar els seus respectius fills al tron. Laodice al·legava que Antíoc havia nomenat el seu fill hereu mentre s'estava morint al llit, mentre que Berenice sostenia que el seu fill nounat era l'hereu legítim. Berenice va demanar ajuda al seu germà Ptolemeu III, també conegut com a Evèrgetes I, el nou rei ptolemaic, perquè marxés a Antioquia i poses al seu fill al capdavant del tron. Quan Ptolemeu va arribar, Berenice i el seu fill havien estat assassinats per partidaris de Laodice.
Ptolemeu va declarar la guerra al tot just coronat fill de Laodice, Seleuc II Cal·línic, i es va mobilitzar amb gran èxit. Va guanyar importants victòries sobre Seleuc a Síria i Anatòlia, va ocupar breument Antioquia i, segons un descobriment recent de mostres cuneïformes, va arribar fins i tot a Babilònia. Aquestes victòries es van veure entelades per la pèrdua de les Cíclades, en poder d'Antígon després de la batalla d'Andros. A l'època, Seleuc tenia alhora les seves pròpies dificultats. La seva mare, de natura dominant, li va demanar que concedís la corregència al seu germà petit, Antíoc Híerax, així com el domini dels territoris selèucides a Anatòlia. Antíoc va declarar la independència de les seves possessions, amb què soscavava els esforços de Seleuc per defensar-se de Ptolemeu.
A canvi de la pau, el 241 aC, a Ptolemeu li van ser atorgats nous territoris a la costa nord de Síria, incloent Selèucia de Pièria, el port d'Antioquia. L'Egipte ptolemaic aconseguia l'apogeu del seu poder.

## Quarta guerra síria (219-217 aC)

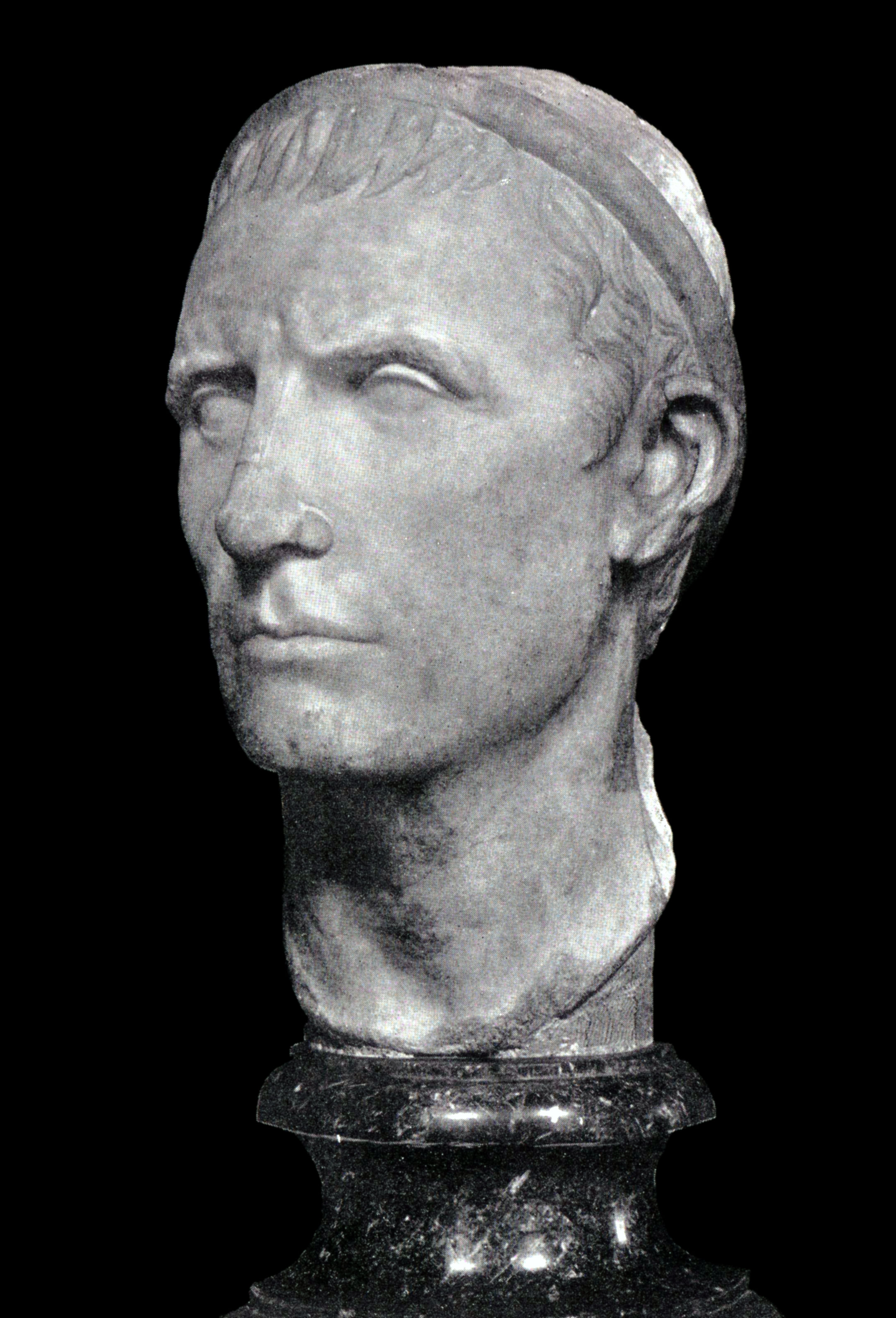
Bust d'Antíoc III, al Museu del Louvre

Antíoc III, en accedir al tron selèucida el 223 aC, es va encomanar a si mateix la tasca de recuperar les possessions imperials de Seleuc I Nicàtor perdudes, que s'estenien des del regne grec de Bactriana i l'Índia, a l'est, fins als Dardanels al nord i Síria al sud. El 221 aC havia tornat a establir el control selèucida sobre les províncies orientals i havia ocupat de nou l'Àsia Menor.
Egipte s'havia afeblit considerablement a causa de les intrigues palatines i el malestar públic. L'imperi del recentment coronat Ptolemeu IV Filopàtor (el seu regnat va durar des del 221 aC fins al 204 aC) va començar amb l'assassinat de la reina mare, Berenice II. El jove rei ràpidament va caure sota la influència absoluta dels cortesans imperials. Els seus ministres van utilitzar el seu poder absolut en interès propi, amb el consegüent disgust del poble. Antíoc va tractar de treure profit d'aquesta caòtica situació. Després d'una fracassada invasió el 221 aC, finalment va començar la Quarta Guerra el 219 aC. Fou reconquerida Selèucida de Pièria, així com les ciutats de Síria, entre les quals Tir. En lloc d'envair Egipte immediatament, Antíoc va esperar a Palestina durant més d'un any, va consolidar els seus nous territoris i va escoltar les propostes diplomàtiques de l'Imperi egipci.
Mentrestant, el ministre de Ptolemeu, Sosibi, va començar el reclutament i la formació d'un exèrcit. El criteri de contractació no només reclutava grecs de la població local, com solien fer els exèrcits hel·lenístics en general, sinó que també va allistar nadius egipcis, i va arribar a enrolar fins a trenta mil nadius en les seves tropes com a soldats de la falange. Aquesta nova selecció va donar els seus fruits, però finalment va tenir conseqüències per a l'estabilitat ptolemaica. A l'estiu del 217 aC, Ptolemeu va derrotar Antíoc a la batalla de Ràfia, la més gran esdevenguda des de la batalla d'Ipsos.
La victòria de Ptolemeu va fer que conservés el seu control sobre Celesíria, però es va negar a seguir avançant sobre l'imperi d'Antíoc, i fins i tot a tornar a prendre Selèucia de Pièria. L'Imperi egipci continuà afeblint-se durant els anys següents, en els quals va patir problemes econòmics i rebel·lions. Els sentiments nacionalistes s'havien desenvolupat entre els nadius egipcis que havien lluitat a Ràfia. Confiats i ben formats, van trencar amb Ptolemeu en el que es coneix com la revolta d'Ankhmakis, en la qual van establir el seu propi regne a l'Alt Egipte, que els Ptolemeus van reconquerir finalment al voltant del 185 aC.

## Cinquena guerra síria (202-195 aC)

Pèrdues territorials egípcies a les mans dels selèucides

La mort de Ptolemeu IV Filopàtor el 204 aC va ser seguida per un conflicte sagnant entorn de la regència, ja que el seu hereu, Ptolemeu V Epífanes, només tenia cinc anys. El conflicte va començar amb l'assassinat de l'esposa i germana del rei mort, Arsínoe, per part dels ministres Agàtocles i Sosibi; sembla que Agàtocles va ocupar la regència durant algun temps fins que fou linxat per la volàtil torba alexandrina. La regència va passar d'un assessor a un altre i el regne es trobà en un estat proper a l'anarquia.
Tractant d'aprofitar els avantatges d'aquesta agitació, Antíoc III va preparar una segona invasió de Celesíria. Va arribar a un acord amb Filip V de Macedònia per conquistar i compartir els territoris dels Ptolemeus d'ultramar, tot i que l'aliança no va durar gaire temps. Antíoc ràpidament va arrasar la regió per allà on passava. Després d'una breu reculada fins a Gaza, va donar un cop abassegador als Ptolemeus prop de la capçalera del riu Jordà, que li va atorgar el domini de l'important port de Sidó.
El 200 aC, els ambaixadors romans van adreçar-se a Filip i a Antíoc exigint que s'abstinguessin d'envair Egipte. Els romans, així, no sofririen cap alteració en la importació de cereals d'Egipte, que eren clau per a la manutenció de la població de la península Itàlica. Com que els monarques no havien planejat envair Egipte, van complir voluntàriament les demandes de Roma. El 198 aC, i gràcies a la seva victòria a la batalla de Pànion, Antíoc va completar la subjugació de Celesíria i va llançar una incursió sobre la resta de fortaleses de Ptolemeu a les costes de Cària i Cilícia.
Problemes interns van portar Ptolemeu a buscar una pau ràpida que li va ser desfavorable. El moviment nacionalista, que havia començat abans de la guerra amb la revolta d'Ankhmakis i s'havia ampliat amb el suport dels sacerdots egipcis, va crear agitació i sedició a tot arreu del regne. Els problemes econòmics van portar el govern ptolemaic a augmentar els impostos, fet que va alimentar encara més la foguerada nacionalista. Per centrar-se en el front intern, Ptolemeu va signar un tractat de conciliació amb Antíoc el 195 aC, que deixava al rei selèucida la possessió de Celesíria i acordava les noces de Ptolemeu amb la filla d'Antíoc, Cleòpatra Sira.

## Sisena guerra síria (170-168 aC)

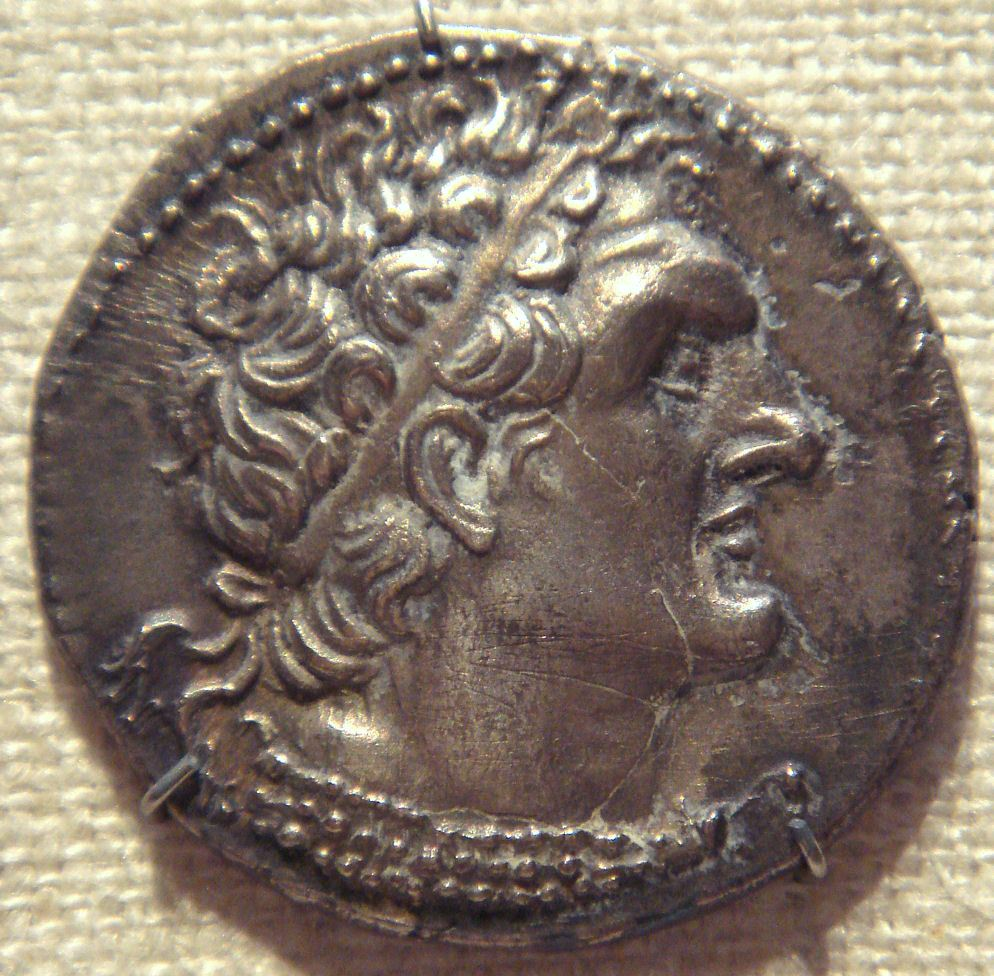
Ptolemeu VI Filomètor

Les causes d'aquest últim conflicte són fosques. L'any 170 aC, Euleu i Leneu, els dos regents del jove rei ptolemaic Ptolemeu VI Filomètor, van declarar la guerra al rei selèucida Antíoc IV Epífanes. El mateix any, els germans petits de Ptolemeu, Ptolemeu VIII i Cleòpatra II, van ser declarats cogovernants amb la finalitat de reforçar la unitat d'Egipte. Les operacions militars no es van iniciar fins al 169 aC, quan Antíoc va guanyar ràpidament la iniciativa aprofitant la important ciutat estratègica de Pelúsion, en territori tradicionalment egipci.
Quan els egipcis es van adonar del seu error a l'hora d'iniciar una nova guerra, Euleu i Leneu van ser derrocats i substituïts per dos nous regents, Comà i Cinees, que van ser enviats com a emissaris a negociar un tractat de pau amb Antíoc. Antíoc va prendre Ptolemeu VI –que era el seu nebot– sota la seva tutela i li va donar el control efectiu d'Egipte. Això no obstant, la decisió va ser inacceptable per al poble d'Alexandria, que va respondre proclamant Ptolemeu VIII com a únic rei. En resposta, Antíoc va assetjar Alexandria, però va ser incapaç de tallar les comunicacions de la ciutat, alhora que també s'enfrontava a una revolta a Judea a la fi del 169 aC, per la qual cosa va decidir retirar el seu exèrcit.
En absència d'Antíoc, Ptolemeu VI i el seu germà es van reconciliar. Antíoc, enfellonit per la pèrdua del control sobre el rei, va envair de nou el país. Els egipcis van demanar ajuda a Roma i el Senat romà va enviar Gai Popil·li Laenes a Alexandria. Mentrestant, Antíoc s'havia aferrat a Xipre i Memfis, i va iniciar de nou la marxa cap a Alexandria. A Eleusis, als afores de la capital, Antíoc es va reunir amb Popil·li Laenes, de qui s'havia fet amic durant la seva estada a Roma. Però en lloc d'una càlida benvinguda, Popil·li va donar al rei un ultimàtum de part del Senat de Roma: havia d'evacuar Egipte i Xipre immediatament. Antíoc va suplicar al romà temps per estudiar l'ordre de replegament, però Popil·li va agafar una canya de sucre, va traçar un cercle al voltant del selèucida a la sorra i li va ordenar no sortir-ne fins que es decidís. Antíoc va optar per obeir l'ultimàtum romà. El «dia d'Eleusis» va posar fi a la sisena guerra síria i a les esperances d'Antíoc de conquistar territori egipci.